# Jean-Frédéric de Leiningen-Dagsbourg-Hartenbourg
Jean Frédéric de Leiningen-Dagsbourg-Hartenbourg (en allemand Johann Friedrich von Leiningen-Dagsburg-Hartenburg) est né à Hartenbourg (comté de Linange-Dagsbourg-Hartenbourg) le 18 mars 1661 et meurt le 7 février 1722. Il était le fils du comte Frédéric-Henri de Leiningen-Dagsbourg-Hartenbourg et de Sybille de Waldeck-Wildungen (1619-1678).

## Mariage et descendance
Le 19 juin 1701 il se marie à Karlsbourg avec la princesse Catherine de Bade-Durlach (1677-1746), fille de Frédéric VII Magnus de Bade-Durlach (1647-1709) et d'Augusta-Marie de Holstein-Gottorp (1649-1728). Le mariage aura six enfants :
- Augusta-Frédérique (1702-1703)
- Frédéric-Magnus de Leiningen-Dagsbourg-Hartenbourg (1703-1756), marié avec Anne-Christine de Wurmbrand-Stuppach (1698-1763).
- Charles-Louis de Leinigen-Dagsbourg-Emichsbourg (de) (1704-1747), marié avec Caroline de Salm-Dhaun (1706-1786).
- Charlotte Marie Albertine (1704-1783)
- Anne-Marie-Louise (1706-1764)
- Jeanne-Polyxène (1709-1750)